# Panamasjukan
Panamasjukan är en svamp som orsakar en växtsjukdom av typen fusarios på bananplantans rötter. Det  härjade som värst på 1950-talet, då den slog ut praktiskt taget alla bananplantager i Centralamerika, och bär sitt namn efter landet där den först upptäcktes.
De första symptomen bestod i att bladen gulnade. Sedan dog hela bananplantan. Inga kemiska medel hjälpte. Det visade sig snart att sjukdomen berodde på att plantorna angripits av en svamp från Sydostasien, Fusarium oxysporum som blockerade plantornas kärl och fick plantan att vissna och dö. Fält efter fält av bananplantor av sorten Gros Michel gulnade och dog. Räddningen bestod i banansorten Cavendish som visade sig vara immun mot Panamasjukan. På kort tid planterades fälten om, och så kom bananexporten igång igen.

### Fotnoter
1. ↑  Björn Lindahl (24 april 2014). ”Därför kan det bli brist på bananer”. Svenska dagbladet. http://www.svd.se/darfor-kan-det-bli-brist-pa-bananer. Läst 15 december 2016.